# 웨이론 페인
웨이론 페인(Waylon Payne, 1972년 4월 5일 ~ )은 미국의 배우, 싱어송라이터, 가수, 텔레비전 배우이다.
내슈빌에서 태어났다.

## 영화
- 카튼우드 (2013년)
- 로드 투 노웨어 (2010년)
- 크레이지 (2008년) - 행크 갈랜드 역
- 고스트 이미지 (2007년) - 웨이드 역
- 트리퍼(영어판) (2006년)
- 앙코르 (2005년) - 제리 리 루이스 역